# Gibson ES-175
La Gibson ES-175 est une guitare électrique de la marque américaine Gibson. C'est sans nul doute une des guitares de jazz les plus réputées. L'ES-175 fut une réussite dès sa sortie, et bien qu'il existe de nombreux modèles de guitares de jazz de fabrication actuelle ou du passé, de production de masse ou de luthier, présentant des caractéristiques acoustiques a priori supérieures, elle continue d'être une référence en la matière.
C'est à partir de 1949 que la firme Gibson commence à produire et commercialiser la ES-175 ; ES pour Electric Spanish et 175 parce que vendue à son lancement 175 $ en version standard (équivalent à environ 2200 $ en 2022). C'est la première guitare conçue par Gibson dès son origine comme une guitare électrique.
Gibson arrête la production de ce modèle en 2019.

## Construction
Le corps de la ES-175, à coupe florentine, est entièrement réalisé en bois laminé, multiplis initialement constitué d'une feuille d'épicéa prise en sandwich entre deux feuilles d'érable puis progressivement remplacé par un multiplis érable-tulipier-érable. La table galbée (archtop) pourvue de deux ouïes étroites en forme de « f », ainsi que le fond sont mis en forme par pressage et collage. Cette technique de fabrication est beaucoup plus économique que le sculptage des tables et des fonds dans du bois massif. Il faut préciser que la moindre souplesse de la table par rapport à l'épicéa massif sculpté, confère à la ES-175 cette sonorité particulière qui a contribué à sa réputation, et réduit quelque peu la tendance au larsen. La table est très réactive à la façon dont le guitariste attaque les cordes.
Visuellement, une caractéristique notable du corps est la découpe florentine pointue, plus profonde et facilitant l'accès aux notes aiguës, à la place de l'habituelle découpe vénitienne des guitares Gibson de l'époque.
Le manche collé à la caisse est généralement en acajou d'une seule pièce. Comme pour une grande partie des modèles de la marque, il est remplacé par un manche en érable à trois pièces de 1970 à 1981. Il est pourvu d'un système intégré, le truss rod servant à maintenir sa rectitude. L'accès au truss rod se trouve sous une petite plaque vissée sur la tête du manche. La touche en palissandre, bordée d'un filet (binding) crème ou blanc, est munie de repères incrustés en nacre. Leur forme dite « double parallélogramme » est utilisée sur d'autres modèles de Gibson.
La jonction du manche et de la caisse est faite au niveau de la 14e case. cette jonction mérite une précision. Dans le cas d'une guitare à table plate (flat top), le manche est généralement fixé à la caisse (par un assemblage de type tenon-mortaise, éventuellement en queue d'aronde) puis la touche est collée sur le manche et l'extrémité de celle-ci directement sur la table. Ici, comme pour la majorité des modèles archtop de Gibson, l'extrémité de la touche est en suspension au-dessus de la table avec une pièce de bois rapportée, collée avant l'assemblage. Ceci libère de l'espace à la table et a une influence sur la sonorité. La touche de la ES-175 est initialement divisée en 19 cases et à partir de 1955, en 20 cases. Le diapason est de 24¾ pouces.
Le chevalet de type flottant, maintenu par la simple pression des cordes, est en palissandre. À l'origine ce chevalet est fait de deux pièces de bois et muni d'un dispositif de molettes en laiton permettant de régler la hauteur (l'action) des cordes sur le manche. Par la suite la partie supérieure du chevalet est remplacée par un système, appelé Tune-o-matic, qui permet un réglage précis de la longueur vibrante de chaque corde (compensation).
Le cordier est un robuste trapèze. En 1956, ce cordier est remplacé par un modèle en forme de « T », couramment appelé cordier zig-zag, puis au début des années 1970 Gibson propose à nouveau le cordier d'origine sur les modèles de série. La ES-175 est munie d'une plaque de protection, le pickguard, dont la forme est devenue un signe distinctif de la marque. Cette plaque est maintenue au-dessus de la table par une vis côté manche (originellement vissée sur le manche par un système complexe, puis directement dans la table) et une petite pièce en forme d'équerre fixée sur le côté de la caisse afin de minimiser le contact avec la table pour ne pas en perturber les vibrations. Les mécaniques sont du type Kluson avec des boutons en plastique caractéristiques en forme de « tulipe ».
Les premières ES-175 sont équipées d'un seul micro P-90 positionné près du manche et de deux boutons de potentiomètres de réglage, un pour le volume et l'autre pour contrôler la tonalité grave/aiguë du micro. À partir de 1953, Gibson commercialise un modèle ES-175 D avec deux P-90, quatre boutons de réglage et un sélecteur à trois positions permettant de choisir l'un ou l'autre des micros ou les deux combinés. Puis en 1957 les P-90 sont remplacés par des humbuckers. La sortie, une prise Jack, est située sur l'éclisse droite de la guitare à proximité des boutons de réglage.
Comme la plupart des instruments Gibson, la finition des guitares ES-175 est faite avec un vernis nitrocellulosique appliqué en plusieurs couches, la dernière étant polie.

## Histoire
Pendant la Seconde Guerre mondiale, la compagnie Gibson participe à l'effort de guerre, et la production d'instruments de musique est considérablement diminuée. L'heure n'est pas à la création de nouveaux modèles. En 1944, Gibson est rachetée par CMI (Chicago Musical Instruments). Progressivement, à partir de fin 1945, la compagnie reprend pleinement son activité et comme la demande d'instruments est très importante, cela lui permet de prendre un nouvel essor. En 1948 Ted McCarty est recruté. Difficile de dire si on lui doit la ES-175, mais il est indéniable qu'on lui doit un certain nombre d'innovations.
La ES-175 à son introduction en 1949 n'est pas à proprement parler « révolutionnaire », mais ses caractéristiques telles que la découpe florentine, un diapason plus court par rapport aux gros modèles habituels de la marque, des détails cosmétiques et un prix relativement attractif à l'époque, en font un instrument qui correspond bien à l'attente des guitaristes, en particulier les musiciens professionnels, attachés à disposer d'un instrument fiable, et robuste. Au même moment, la marque lance le modèle L-4C, version purement acoustique, de même forme hormis la table en épicéa sculpté. La ES-175 est en réalité la première guitare de la marque, conçue pour être une guitare électrique.
Depuis sa création en 1949, la ES-175 n'a jamais cessé d'être produite jusqu'en 2019 et au cours de sa longue carrière, elle n'a jamais subi de modifications majeures. Il y a eu l'évolution des micros, un single coil puis deux, puis les humbuckers de la marque, et même une version ES-175 CC avec un micro type Charlie Christian. Elle a eu droit a presque toute la panoplie des boutons de réglage Gibson, un changement de chevalet et  un bref changement de cordier, et un manche en trois pièces d'érable avec la fameuse volute dans les années 1970. Le contreplacage érable/épicéa/érable constituant le corps est remplacé par un contreplacage érable/tulipier/érable (Gibson n'a jamais été parfaitement clair sur le sujet).
Plusieurs modèles de guitares directement issus de la ES-175 ont été ou sont produits par Gibson. En 1952 c'est la ES-295, une guitare beaucoup plus « Rock 'n Roll » d'aspect avec une peinture intégrale couleur dorée (identique à celle utilisée pour une autre icône de la marque, la Les Paul), deux micros P-90 avec capot blanc/crème, un pickguard blanc/crème aussi, avec un décor floral, et un combiné chevalet/cordier dont l'invention est créditée à Les Paul (pour permettre de lui verser des royalties). Ce modèle, utilisé entre autres par Scotty Moore (le guitariste d'Elvis Presley), est abandonné en 1959. Un autre modèle notable est la ES-165 Herb Ellis signature ; en fait une « 175 » avec un seul humbucker près du manche (ou un mini-humbucker flottant à partir de 2004), les pièces métalliques étant en finition dorée.
La L4-C sort en même temps que la « 175 », il s'agit d'une version acoustique ayant la même silhouette (seul change le cordier) mais avec une table d'harmonie en épicéa massif sculpté, comme les archtop traditionnelles de la marque. La L-4CES en sera la version électrique (toujours à table massive sculptée mais avec un dos en acajou) à partir de 1987, avec deux micros humbucker.
Enfin, on peut mentionner l'ES-225 TD, produite de 1955 à 1959, qui à quelques rares détails près (elle possède le même chevalet-cordier que l'ES-295 et un bloc de bois sous le chevalet) ressemble à une ES-175 dont l'épaisseur du corps est réduite à 1¾ pouce. L'ES-135 reprend la même forme générale, avec une épaisseur réduite également. L'ES-175 est également proposée de 1976 à 1979 en version thinline.
On ne compte plus le nombre de musiciens célèbres ayant utilisé la ES-175 dans des styles très différents de Joe Pass à Steve Howe, qui a son propre modèle « signature », en passant par Kenny Burrell, Bono et Pat Metheny.